# Суперкубок Ісландії з футболу 1975
Суперкубок Ісландії з футболу 1975 — 7-й розіграш турніру. Матчі відбувалися навесні 1975 року між трьома найсильнішими командами Ісландії сезону 1974. Суперкубок Ісландії здобув «Кеплавік».
| Володар Суперкубка Ісландії 1975 |
| -------------------------------- |
|                                  |
| Кеплавік Четвертий титул         |

## Формат
У турнірі взяли участь три найкращі команди Ісландії сезону 1974:
- Чемпіон Ісландії  — «Акранес»
- Віце-чемпіон Ісландії — «Кеплавік»
- Володар Кубка Ісландії — «Валюр»

## Турнірна таблиця
| М  | Команда  | І | В | Н | П | МЗ | МП | РМ | О |
| -- | -------- | - | - | - | - | -- | -- | -- | - |
| 1. | Кеплавік | 4 | 2 | 2 | 0 | 8  | 5  | +3 | 6 |
| 2. | Акранес  | 4 | 2 | 1 | 1 | 9  | 6  | +3 | 5 |
| 3. | Валюр    | 4 | 0 | 1 | 3 | 3  | 9  | −6 | 1 |

## Результати
| Команда  | КЕП | ВАЛ | АКР |
| -------- | --- | --- | --- |
| Кеплавік |     | 2:1 | 3:1 |
| Валюр    | 1:1 |     | 1:3 |
| Акранес  | 2:2 | 3:0 |     |